# Jeremy Ratchford
Pour les articles homonymes, voir Ratchford.
Jeremy Ratchford est un acteur canadien né le 6 août 1965 à Kitchener (Ontario, Canada).

## Biographie
Jeremy Ratchford a eu un rôle notable dans la série télévisée Cold Case : Affaires classées où il incarne l'inspecteur Nick Vera durant 7 saisons. Il a donné vie aux personnages de Sean Cassidy dans deux projets différents, Génération X (1996) et X-hommes (1992).

## Filmographie

### Cinéma
- 1985 : Junior : Junior
- 1986 : Maximum Overdrive : Dead Ice Cream Man (non crédité)
- 1986 : The Vindicator : Lead Biker
- 1988 : Appelez-moi Johnny 5 (Short Circuit 2) : Bill
- 1990 : Hearts of Fire : Jimbo
- 1990 : Le Bal de l'horreur 3 : Dernier baiser avant l'enfer : Leonard Welsh
- 1991 : The Events Leading Up to My Death : The Fireman
- 1992 : Change of Heart (en) : Felix
- 1992 : Impitoyable (Unforgiven) : Deputy Andy Russell
- 1995 : Young Again : Todd
- 1996 : Generation X (film) : Sean Cassidy / Banshee
- 1996 : Les Stupides (The Stupids) : Soldier
- 1996 : L'Envolée sauvage (Fly Away Home) : DNR Officer
- 2000 : The Crew de Michael Dinner : Young Mike 'The Brick' Donatelli
- 2000 : Blacktop : Mechanic
- 2001 : The Barber de Michael Bafaro : Chief Vance Corgan
- 2001 : Angel Eyes : Ray Micigliano
- 2001 : Century Hotel : The Nightly
- 2008 : Leatherheads - Eddie
- 2009 : Shipping and Receiving - Glen Allen
- 2010 : The New Republic - Agent Livingston
- 2020 : The Way Back - Barman

### Télévision
- 1986 : The Truth About Alex : Dutch
- 1986 : Young Again : Ted
- 1986 : As Is : Pickup #1
- 1986 : Easy Prey : Billy
- 1987 : The Prodigious Hickey : Charley De Soto
- 1987 : The Day They Came to Arrest the Book : Luke
- 1994 : Small Gifts : Evan
- 1994 : Getting Gotti : Harvey Sanders
- 1995 : The Shamrock Conspiracy : Johnny McQueen
- 1995 : Convict Cowboy : Bob
- 1995 : Where's the Money, Noreen? : Satterfield
- 1996 : Moonshine Highway : Dwayne Dayton
- 1997 : État d'urgence : Sgt. Conrad Bitner
- 1997 : Peur à domicile : Raymond
- 1999 : Buffy contre les vampires : Lyle Gorch (Saison 2 épisode 12) (Saison 3 épisode 4)
- 2001 : The Sports Pages : (segment The Heidi Bowl)
- 2001 : Blue Murder : Jack Pogue
- 2002 : Les Experts : Tommy Sconzo (Saison 2 épisode 16)
- 2003 - 2010 : Cold Case : Affaires classées : Nick Vera
- 2010 : La Colère de Sarah (One Angry Juror) : Don Burston
- 2012 : Perception : Détective Hammond
- 2015 : Mentalist : George Holiday
- 2015 : NCIS : Enquêtes spéciales : Détective de la police de Baltimore Ramsey Malone (saison 13 ep. 09)
- 2015 : Bones : A.T.M. (saison 10 ep 15)
- 2016 : Workaholics : Franck
- 2016 : Chicago P.D. : Jim Radovick
- 2017 : NCIS : Nouvelle-Orléans : Détective Richard Marino (Saison 3 épisode 20)
- 2017 : Esprits Criminels : Unité sans frontières : Boris (Saison 2 épisode 13)
- 2021 : Hudson et Rex : Mankiewicz

## Récompenses et nominations

### Nominations
- 1996 : Gemini Awards, meilleure performance d'un acteur pour un rôle principal dans un programme dramatique ou une mini-série pour : Small Gifts (1994) (TV)
- 2001 : Gemini Awards, meilleure performance d'un acteur pour un rôle principal dans un programme dramatique pour : Blue Murder (2001)
- 2003 : Gemini Awards meilleure performance d'un acteur pour un rôle principal dans un programme dramatique pour : Blue Murder (2001)